# مدرسة محمد بن راشد
مدرسة محمد بن راشد آل مكتوم هي مدرسة للتعليم الثانوي تقع في دبي في تأسست شهر أكتوبر من عام 1981 تحت اسم (مدرسة الإمام مالك الثانوية) في منطقة الصفا، وكانت المدرسة الثانوية الحكومية الوحيدة في منطقة بر دبي. وفي العام الدراسي 1995 / 1996 انتقلت إلى مبناها الجديد في منطقة الجافلية، وفي العام الدراسي 2003 / 2004 تمَّ تبديل اسمها القديم، اسماً جديداً، هو اسم الشيخ محمد بن راشد آل مكتوم. وقد تم تحويلها إلى مدرسة نموذجية بدأً من العام الدراسي 2010/2010. مدير المدرسة الأسبق هو محمد حسن البستكي والمدير الحالي هو عبد الله الملا.
المدرسة إحدى أبرز المدارس المنتسبة إلى اليونسكو، وهي تفخر بحصادها أرفع جوائز الأداء التعليمي المتميز، وتخرّج أبرز رجالات الدولة وأعلامها، وتحتضن أهم مشاريع التربية والتعليم، ولا سيما مشروع محمد بن راشد آل مكتوم لتعليم تكنولوجيا المعلومات والإنترنت لطلاب المرحلة الثانوية.

## مشاريع المدرسة

### في مجال الهيئة الإدارية والتعليمية
- صندوق الزمالة المدرسي.
- النمو المهني.
- الإدارة الإلكترونية.
- مركز التدريب المستمر.
- القراءة الرافدة.

### في مجال تنمية الموارد المالية
- مركز لبيع القرطاسية.

### في مجال المجتمع والمبنى المدرسي
- النادي البيئي.
- حديقة المدرسة.
- تعزيز انتماء الطالب إلى المجتمع المدرسي.
- أداء العمرة.
- مكتبة المادة.
- مكتبة الفصل.
- الشرطة المدرسية.

### في مجال النشاط العلمي والثقافي
- النادي الجغرافي.
- المرصد الإلكتروني.
- مركز المواهب.
- استخدام الإنترنت في التعلم.
- قاعة التعلم التعاوني.
- المشاركة في مختلف المعارض والمؤتمرات[1]

### في مجال التحصيل الدراسي
- أختام المدير.
- المسابقات العلمية والثقافية بين الفصول.
- بطاقة التميز.
- وجود طلاب المدرسة ضمن قوائم الأوائل على مستوى الإمارة والدولة بشكل مستمر ومتكرر.

### في المجال الإنساني والبدني
- صندوق رعاية الطلاب المحتاجين.
- اللياقة البدنية.

## وصلات خارجية
- الموقع الرسمي
- مجلس طلاب المدرسة